# Lubudia leleupi
Genre
Espèce
Lubudia leleupi, unique représentant du genre Lubudia, est une espèce d'opilions laniatores de la famille des Assamiidae.

## Distribution
Cette espèce est endémique du Lualaba au Congo-Kinshasa. Elle se rencontre vers Lubudi dans la Grande grotte de Lubudi.

## Description
La femelle holotype mesure 3,8 mm.

## Étymologie
Cette espèce est nommée en l'honneur de Narcisse Leleup.

## Publication originale
- Roewer, 1951 : « Einige in Höhlen und Termitenbauten gefundene Assamiidae (Opiliones) aus dem Belgischen Congo-Gebiet. » Revue de Zoologie et de Botanique Africaines, vol. 44, no 4, p. 321–327.